# Pánico de 1890

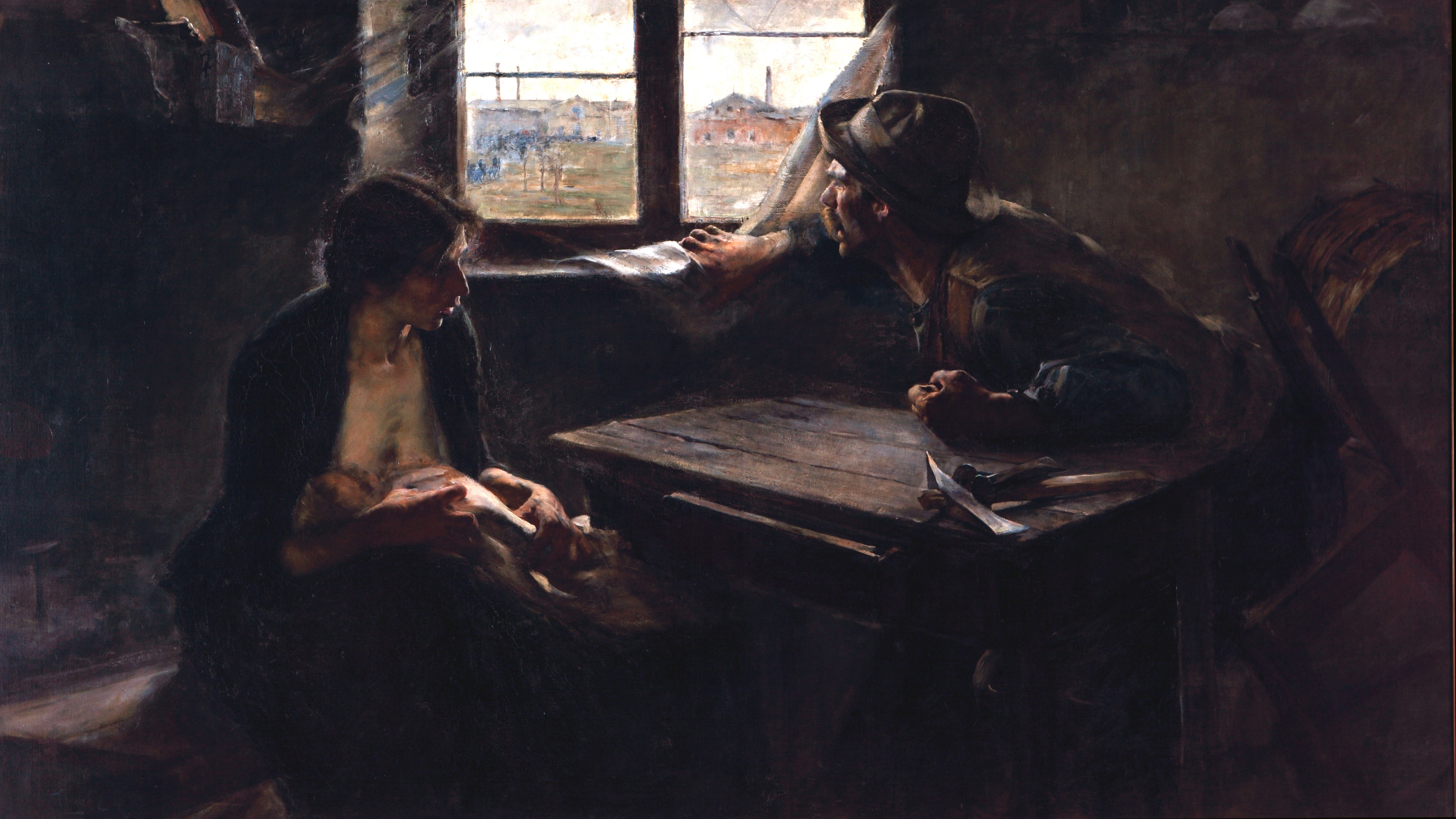
«Sin pan y sin trabajo» es un cuadro de Ernesto de la Cárcova y obra maestra de la pintura argentina, que refleja la “situación” de los obreros en 1890.

Se conoce como Pánico de 1890 a la profunda depresión que derivó en una crisis económica y financiera que afectó a Argentina durante la presidencia de Miguel Juárez Celman.
La crisis en Argentina consiguió extenderse hasta en Brasil y Uruguay. 

## Hechos
En la época de Julio Argentino Roca, Argentina había tomado crédito al exterior. Si bien lo anterior produjo en 1880 que la deuda del país creciera de manera sorprendente con el modelo agro-exportador, las políticas del gobierno del Presidente Miguel Juárez Celman (1886-1890) llevaron a un período de especulación que creó una burbuja financiera. En lo económico, Inglaterra canalizó hacia Argentina entre 40% y 50 % de todas sus inversiones mundiales. Según Gerhart von Schulze-Gaevernitz, «Argentina se halla en una situación tal de dependencia financiera con respecto a Londres, que se la puede casi calificar de colonia inglesa».
En 1888, las acciones del Banco Constructor de La Plata cayeron, bajando rápidamente de 235 a 160 puntos, desencadenando la segunda gran crisis económica en Argentina, nombrada Crisis de 1890 (el primer episodio fue el del año 1870). Argentina ingresó entonces en cesación de pagos por cuatro años. La crisis ocasionó la quiebra del Banco Nacional que, junto con la crisis política expresada a través de la Revolución del Parque, provocó la renuncia del Presidente Miguel Juárez Celman. El vicepresidente Carlos Pellegrini asumió el cargo hasta 1892. Bajo su gestión se creó el actual Banco de la Nación Argentina.
En el plano internacional, la banca Baring Brothers estuvo cerca de entrar en bancarrota debido al exceso de crédito otorgado a Argentina. Un consorcio liderado por el Banco de Inglaterra rescató a la Baring y evitó lo que podría haber sido una catástrofe de la banca londinense, 12 previniendo de esta manera una crisis financiera de mayor gravedad. Nathan Mayer Rothschild ha remarcado que, de no haber ocurrido esto, quizás el sistema bancario londinense completo hubiera colapsado, con la consecuencia de una verdadera catástrofe. El pánico se asoció con una demanda monetaria que alcanzó el 45% y una caída del mercado de las commodities en todo el mundo.
La desconfianza financiera internacional generada con esta crisis ayudó a estallar una burbuja en la economía brasileña, que se había estado inflando desde la década anterior, anticipando su final esperado, como la crisis financiera que siguió a ese país, que a su vez acompañó a Argentina y a Uruguay. También disminuyó dramáticamente la cantidad de dinero enviado por los inmigrantes europeos a sus países de origen, afectando también a la economía en el extranjero en la década de 1890.